# 五農校前站

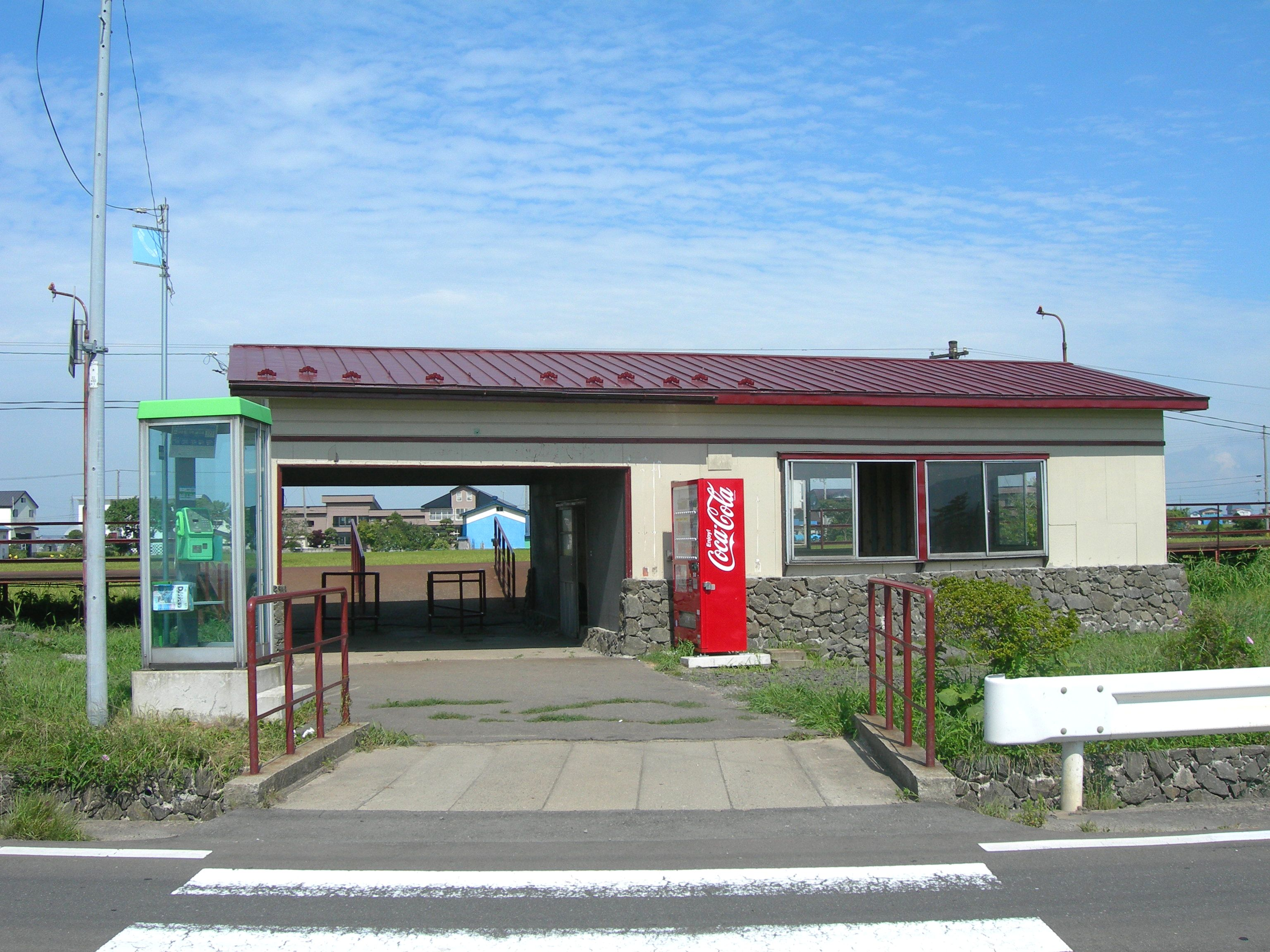
翻新前的車站大樓

五農校前站（日语：／ Gonōkōmae eki */?）是位於青森縣五所川原市大字一野坪字朝日田崎，津輕鐵道的津輕鐵道線車站。

## 歷史
- 1974年4月1日 - 車站啟用[注 1]。
- 2010年12月 - 使用檜木材建設新車站大樓。

## 車站構造
車站是一座地面車站，設有1面1線的單式月台。此站是無人車站，設有候車室。車站設備使用了古老路軌，並由津輕鐵道職員建設。

## 使用狀況
| 1日上下車人次變化 | 1日上下車人次變化 |
| 年度              | 1日平均人次       |
| ----------------- | ----------------- |
| 2011年            | 156               |
| 2012年            | 159               |
| 2013年            | 176               |
| 2014年            | 181               |
| 2015年            | 178               |

## 車站周邊
- 青森縣立五所川原農林高等學校（日语：青森県立五所川原農林高等学校）
- 津輕自動車道
- 青森縣道26號青森五所川原線（日语：青森県道26号青森五所川原線）
- 青森縣道36號五所川原金木線（日语：青森県道36号五所川原金木線）

## 相鄰車站
津輕鐵道
津輕鐵道線（上行尾班車通過此站）
十川－五農校前－津輕飯詰

## 注腳

## 外部連結
- 津輕鐵道株式會社 各站資訊 （页面存档备份，存于）（日語）
- 奧津輕列車員 2010年12月20日文章 五農校前停留場 （页面存档备份，存于）（日語）